# Mạnh Khang (Thủy hử)
Mạnh Khang, tên hiệu Ngọc Phan Cang (tiếng Trung: 玉幡竿), là một nhân vật hư cấu trong tiểu thuyết cổ điển Trung Quốc Thủy hử. Ông là một trong 72 Địa Sát Tinh của 108 anh hùng Lương Sơn Bạc.

## Xuất thân
Mạnh Khang quê ở châu Chân Định, Sơn Tây. Mạnh Khang cao to trắng trẻo nên được mọi người gọi ngoại hiệu là Ngọc phan cang (Cán cờ ngọc).
Mạnh Khang là thợ đóng thuyền giỏi, có thể đóng các loại thuyền lớn nhỏ khác nhau, làm cho triều đình. Vì triều đình muốn vận chuyển đá hoa cương, muốn đóng thuyền lớn. Mạnh Khang bị chỉ huy thôi thúc trách phạt, nóng giận giết chết quan trên, rời bỏ nhà cửa, lưu lạc lục lâm. Rồi sau đó gia nhập cướp ở Ẩm Mã Xuyên.

## Gia nhập Lương Sơn Bạc
Sau đó, Đới Tung và Dương Lâm tìm Công Tôn Thắng có đi qua Ẩm Mã Xuyên, thuyết phục Mạnh Khang, Đặng Phi, Bùi Tuyên gia nhập Lương Sơn Bạc. Bọn họ đã được nghe danh Tống Công Minh liền lập tức thu dọn hành trang, cải trang làm quan binh, vượt đêm tối đi lên Lương Sơn Bạc.
Mạnh Khang lên Lương Sơn Bạc phụ trách việc giám sát và đóng chiến thuyền lớn nhỏ các loại.

## Nam chinh và tử trận
Sau này, khi Cao Cầu tiến đánh Lương Sơn lần thứ ba, Mạnh Khang dẫn đầu đoàn thuyền nhẹ thứ hai (gồm ba thuyền do Mạnh Khang ở giữa, Đồng Uy, Đồng Mãnh hai bên) làm nhiệm vụ "dẫn đường" cho thủy quân Triều đình vào Lương Sơn. Sau khi Cao Cầu mắc bẫy, các đầu lĩnh thủy quân bao gồm Lý Tuấn, Trương Hoành, Trương Thuận, Nguyễn Thị Tam Hùng, Mạnh Khang, Đồng Uy, Đồng Mãnh dùi thủng chiến thuyền, lập được chiến công, bắt sống Cao Cầu.
Khi quân Lương Sơn Bạc nhận chiếu chiêu an, Mạnh Khang cùng theo chinh chiến.
Trong khi đánh Liêu, Điền Hổ, Vương Khánh, Mạnh Khang chiến đấu trong bộ binh. Được phong là Phó Tướng quân.
Khi đánh Phương Lạp, ông theo Thạch Tú, Lý Tuấn đem 5.000 đánh chiếm các huyện duyên hải và hải đảo, lập được công lớn. Sau ông theo Nguyễn Tiểu Nhị tấn công thủy trại ở Ô Long Lĩnh, quân Phương Lạp dùng kế hoả công bao vây, quân Lương Sơn tổn thất nặng. Nguyễn Tiểu Nhị bị móc câu liêm, tuốt gươm tự vẫn để tròn khí tiết, Đồng Uy, Đồng Mãnh trốn thoát. Còn Mạnh Khang bị trúng hoả pháo chết cháy tại trận.

## Trong Đãng Khấu Chí
Tại hồi 58, quân mã Vân Thiên Bưu vây đánh Lai Vu, nhưng Chu Vũ phòng thủ nghiêm ngặt, đánh mãi chưa phá được. Lưu Tuệ Nương dùng kế phá đê sông Vấn Hà, Lai Vu ngập trong biển nước. Quân triều đình cưỡi thuyền lên mặt thành, Mạnh Khang bị Phó Ngọc đâm chết, Đào Tông Vượng bị Văn Đạt dùng đao chém đứt làm đôi, Chu Vũ Bào Húc bị bắt sống.